# Vaughn Armstrong

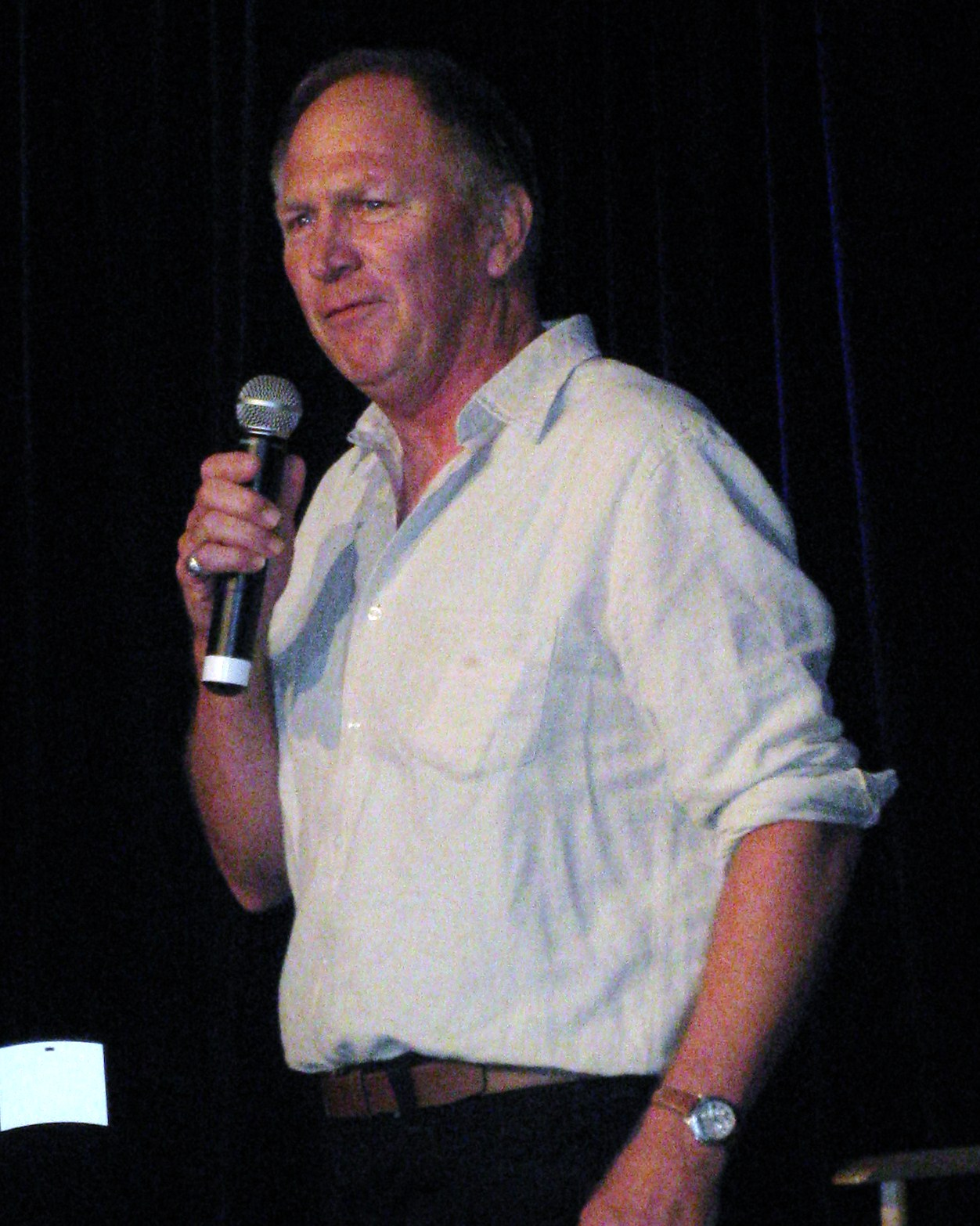
Vaughn Armstrong (2010)

Vaughn Armstrong (* 7. Juli 1950 in Sonora, Kalifornien) ist ein US-amerikanischer Filmschauspieler.

## Leben
Vaughn Armstrong hält den Rekord, wenn es darum geht, Rollen bei Star Trek zu bekommen. Bis dato stellte er 12 verschiedene Charaktere acht verschiedener Spezies dar, darunter allein drei Klingonen, zwei Cardassianer, einen Romulaner, einen Borg und einen Menschen.
Ähnlich wie Jeffrey Combs, Billy Campbell und Christopher McDonald erging es ihm, als er 1987 für die Rolle des Commander William Riker in Raumschiff Enterprise: Das nächste Jahrhundert vorsprach, und doch von Jonathan Frakes geschlagen wurde.

## Filmografie (Auswahl)

### Fernsehserien
- 1978: Lou Grant
- 1983: Simon & Simon
- 1984: Matt Houston
- 1985: Remington Steele
- 1988: Raumschiff Enterprise: Das nächste Jahrhundert (Star Trek: The Next Generation)
- 1992: Zurück in die Vergangenheit (Quantum Leap)
- 1993: Die Abenteuer des Brisco County jr. (The Adventures of Brisco County, Jr.)
- 1993–1999: Star Trek: Deep Space Nine
- 1995–2001: Star Trek: Raumschiff Voyager (Star Trek: Voyager)
- 1995–1996: Melrose Place
- 1996: Frasier
- 1996: Hör mal, wer da hämmert (Home Improvement)
- 1996: Babylon 5
- 1996: Baywatch Nights
- 1998: New York Cops – NYPD Blue (NYPD Blue)
- 1998: Profiler
- 1998: Pensacola – Flügel aus Stahl (Pensacola: Wings of Gold)
- 1998: Beverly Hills, 90210
- 1998–1999: JAG – Im Auftrag der Ehre (JAG)
- 1999: Buffy – Im Bann der Dämonen (Buffy the Vampire Slayer)
- 1999: Emergency Room (ER)
- 2000: The West Wing – Im Zentrum der Macht (The West Wing)
- 2000: Seven Days – Das Tor zur Zeit (Seven Days)
- 2001–2005: Star Trek: Enterprise (Star Trek: Enterprise)
- 2002: Zeit der Sehnsucht (Days of Our Lives)
- 2011: Law & Order: LA
- 2011: Desperate Housewives
- 2012: CSI: Den Tätern auf der Spur (CSI: Crime Scene Investigation)
- 2015: Criminal Minds

### Spielfilme
- 1977: Liebe im Raumschiff Venus (Cinderella 2000)
- 1983: Triumph des Mannes, den sie Pferd nannten (Triumphs of a Man Called Horse)
- 1984: Das Philadelphia Experiment (The Philadelphia Experiment)
- 1991: Operation Haifisch – Lautlos kommt der Tod (Mission of the Shark: The Saga of the U.S.S. Indianapolis)
- 1994: Das Kartell (Clear and Present Danger)
- 1995: Das Netz (The Net)
- 1996: Haus der stummen Schreie (If These Walls Could Talk)
- 1998: Alien Nightmare (I Married a Monster)